# Fenoarivo Atsinanana
Fenoarivo Atsinanana, anche noto come Fenerive Est o Fenoarivo Est è un comune urbano (firaisana) del Madagascar e del fivondrona (dipartimento) circostante.
È il capoluogo della regione di Analanjirofo.
Il fivondrona conta una popolazione di 240.000 persone (censimento del 2001), di cui 20.000 vivono nel capoluogo. L'area del fivondrona è di 3.365 km².
Questa regione costituì il cuore del Regno Betsimisaraka fondato agli inizi del XVIII secolo dal re meticcio europeo-malgascio Ratsimilaho.

## Galleria d'immagini

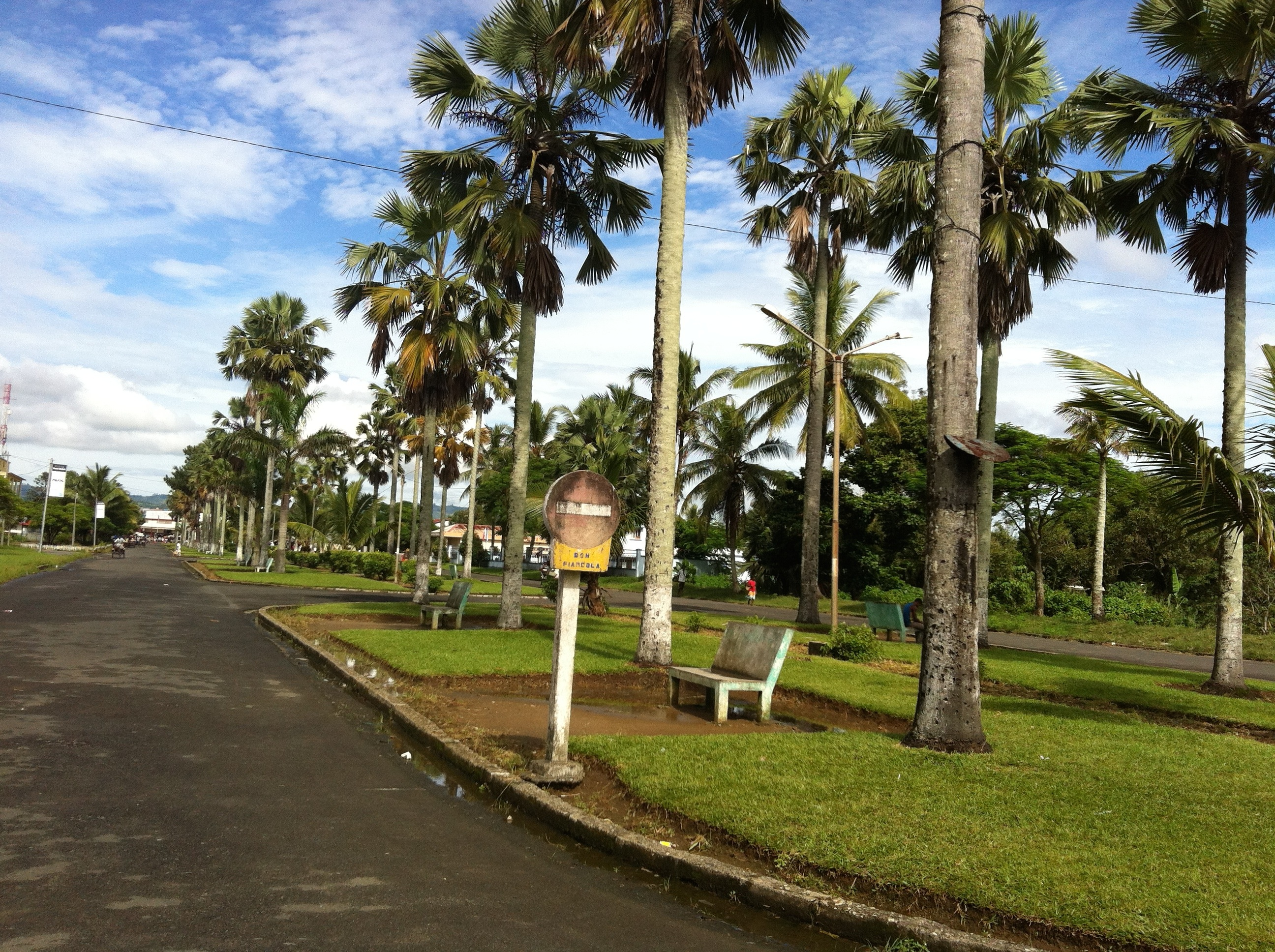
Avenue de l'Indépendance
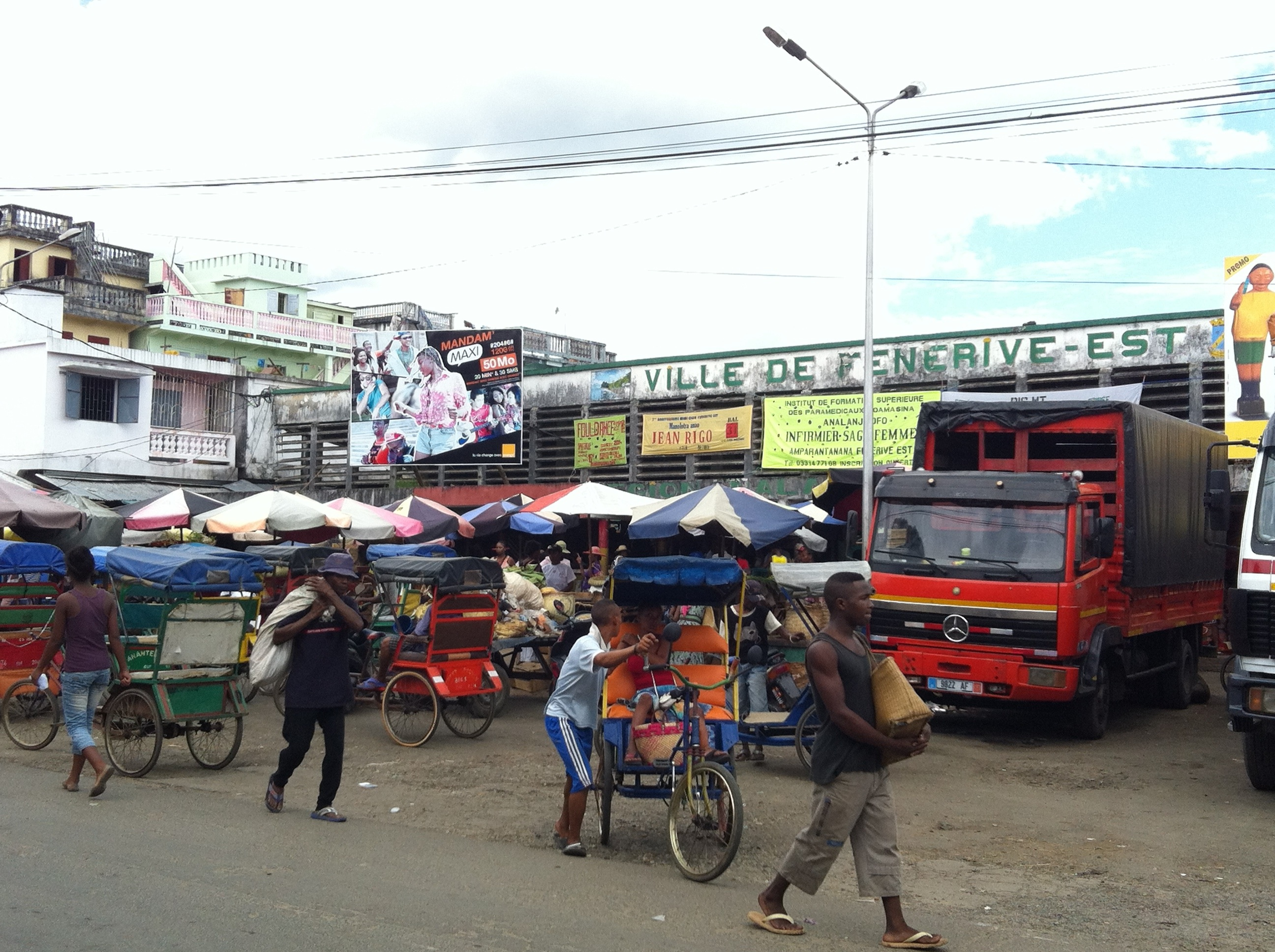
Mercato
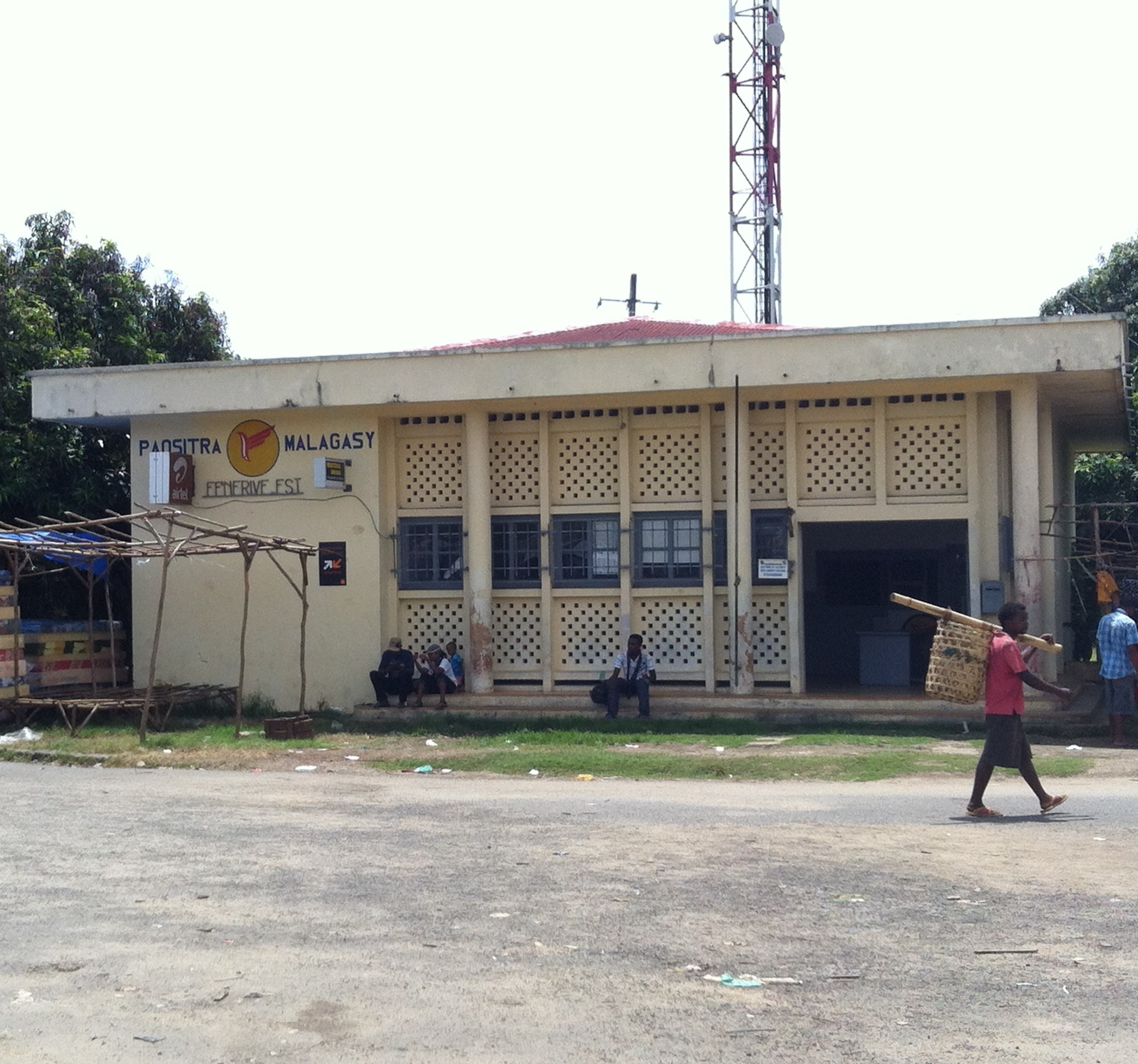
Ufficio postale
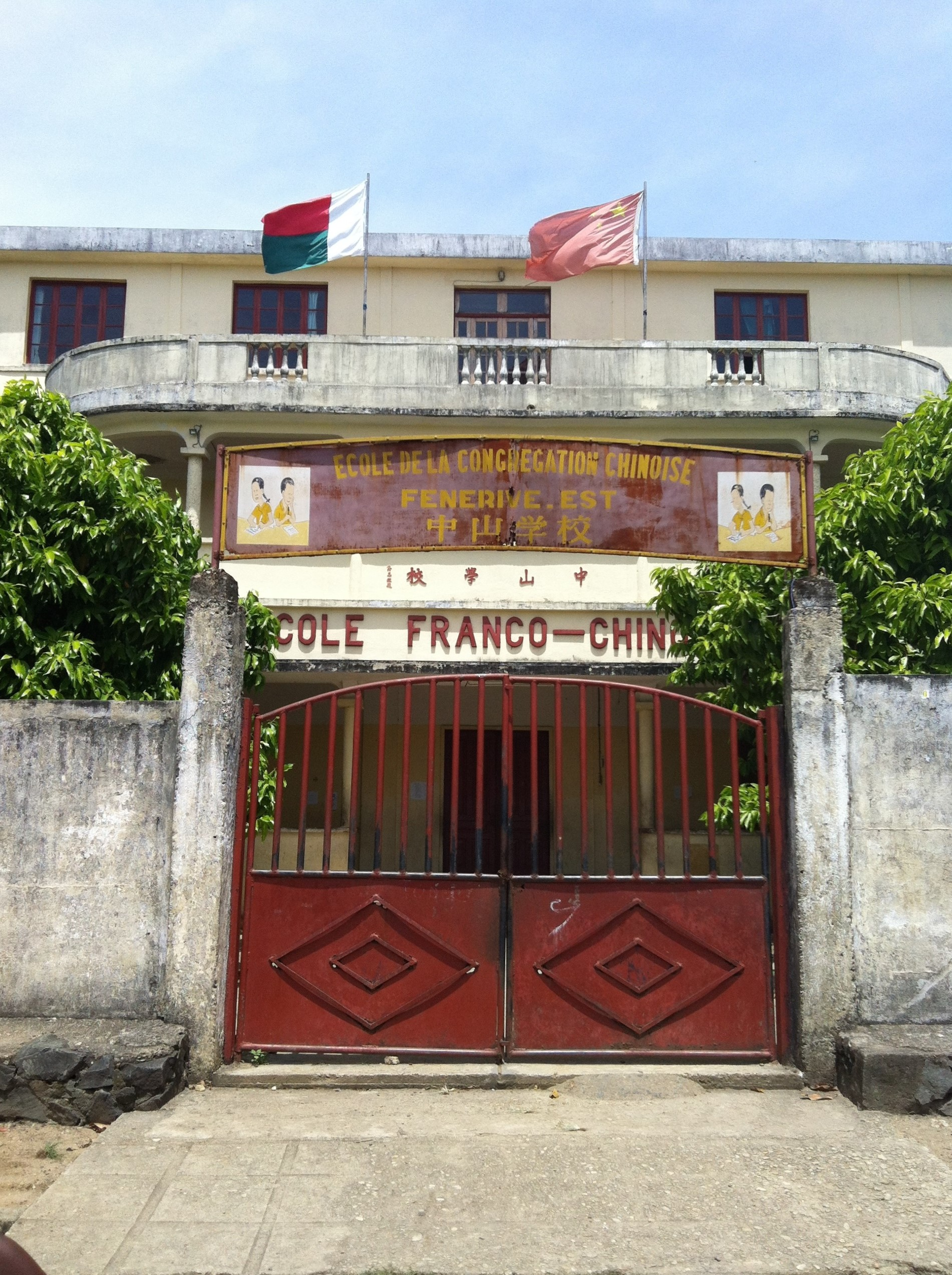
Scuola